# 390P/Gibbs
390P/Gibbs è una cometa periodica appartenente alla famiglia delle comete gioviane. La cometa è stata scoperta il 16 novembre 2006, la sua riscoperta il 21 ottobre 2019 ha permesso di numerarla. Unica caratteristica di questa cometa è di avere una MOID molto piccola col pianeta Giove. Il 16 febbraio 1980 i due corpi celesti giunsero a sole 0,165 ua di distanza: poiché l'attuale MOID è di sole 0,028 ua è altamente probabile che entro alcuni secoli la cometa cambi drasticamente la sua orbita attuale.